# Oostenrijkse parlementsverkiezingen 2024
De achtentwintigste verkiezing van het Oostenrijks parlement, de Nationalrat, vonden plaats op 29 september 2024.

## Deelnemende partijen
Indien een partij niet in elke deelstaat een lijst heeft ingediend, is dit aangegeven.
| Afbeelding                | Afbeelding                | Partij | Ideologie                                                     | Lijsttrekker              |
| Partijen in het parlement | Partijen in het parlement | Partijen in het parlement | Partijen in het parlement                                     | Partijen in het parlement |
| ------------------------- | ------------------------- | --- | ------------------------------------------------------------- | ------------------------- |
|                           |                           | Karl Nehammer – Die Volkspartei (ÖVP) | Centrumrechts christendemocratie, liberaal conservatisme      | Karl Nehammer             |
|                           |                           | Sozialdemokratische Partei Österreichs (SPÖ) | Centrumlinks sociaaldemocratie, progressivisme                | Andreas Babler            |
|                           |                           | Freiheitliche Partei Österreichs (FPÖ) | Rechts rechts populisme, nationaal liberalisme, conservatisme | Herbert Kickl             |
|                           |                           | Die Grünen - Die Grüne Alternative (GRÜNE) | Centrumlinks groene politiek, progressivisme                  | Werner Kogler             |
|                           |                           | NEOS - Die Reformkraft für dein neues Österreich (NEOS)                                                                                                  | Centrum liberalisme, centrisme, europeanisme                  | Beate Meinl-Reisinger     |
| Andere partijen           |                           | |                                                               |                           |
|                           |                           | Die Bierpartei (BIER) | Sociaalliberalisme liberalisme, centrisme, europeanisme       | Dominik Wlazny            |
|                           |                           | Keine von denen (KEINE) | Extreemlinks Links, progressivisme                            | Fayad Mulla               |
|                           |                           | Kommunistische Partei Österreichs (KPÖ) | Extreemlinks communisme                                       | Tobias Schweiger          |
|                           |                           | Liste Madeleine Petrovic (LMP) | Centrumlinks groene politiek, vaccinatieweigering             | Madeleine Petrovic        |
|                           |                           | Liste GAZA - Stimmen gegen den Völkermord (GAZA) (alleen in Burgenland, Neder-Oostenrijk, Opper-Oostenrijk, Stiermarken, Tirol, Vorarlberg en Wenen)     | One-issuepartij Pacifisme                                     | Astrid Wagner             |
|                           |                           | MFG–Österreich Menschen – Freiheit – Grundrechte (MFG) (alleen in Salzburg, Neder-Oostenrijk, Opper-Oostenrijk, Stiermarken, Tirol, Vorarlberg en Wenen) | Rechts rechts populisme, vaccinatieweigering                  | Michael Brunner           |
|                           |                           | Die GELBEN (BGE) (alleen in Burgenland) |                                                               | Gerhard Pöttler           |

## Uitslag

### Nationale Raad
| Partij                     | Partij                                           | Stemmen   | Percentage | Zetels | Verschil |
| -------------------------- | ------------------------------------------------ | --------- | ---------- | ------ | -------- |
|                            | Freiheitliche Partei Österreichs                 | 1.403.497 | 28,90      | 57     | 27       |
|                            | Österreichische Volkspartei                      | 1.277.949 | 26,32      | 51     | 19       |
|                            | Sozialdemokratische Partei Österreichs           | 1.025.753 | 21,12      | 41     | 1        |
|                            | NEOS                                             | 442.544   | 9,11       | 18     | 2        |
|                            | Die Grünen - Die Grüne Alternative               | 397.679   | 8,19       | 16     | 11       |
|                            |                                                  |           |            |        |          |
|                            | Kommunistische Partei Österreichs                | 115.695   | 2,38       | −      | −        |
|                            | Die Bierpartei                                   | 97.804    | 2,01       | −      | −        |
|                            | Liste Madeleine Petrovic                         | 28.226    | 0,58       | −      | −        |
|                            | Keine von denen                                  | 27.707    | 0,57       | −      | −        |
|                            | MFG–Österreich Menschen – Freiheit – Grundrechte | 19.679    | 0,41       | −      | −        |
|                            | Liste GAZA - Stimmen gegen den Völkermord        | 19.309    | 0,40       | −      | −        |
|                            | Die GELBEN                                       | 156       | 0,00       | −      | −        |
| Blanco stemmen of ongeldig | Blanco stemmen of ongeldig                       | 46.462    | 0,95       |        |          |
| Totaal                     | Totaal                                           | 4.902.460 | 100        | 183    | Stabiel  |